# 비엔티안주

비엔티안도

비엔티안주 또는 위앙짠주(라오어: ແຂວງວຽງຈັນ 쾡 위앙짠)는 라오스 북서부에 위치한 주로, 주도는 폰홍이며 면적은 15,927km2, 인구는 419,090명(2015년 기준), 인구밀도는 26.3명/km2이다.
1989년 비엔티안부가 분리되어 신설되었다. 북쪽으로는 루앙프라방주, 북동쪽으로는 시앙쾅주, 동쪽으로는 볼리캄사이주, 남쪽으로는 비엔티안부와 태국, 서쪽으로는 사이냐불리주와 접한다.